# Kurhannoversches Dragoner-Regiment „von Ramdohr“ (5. Kavallerie-Regiment)

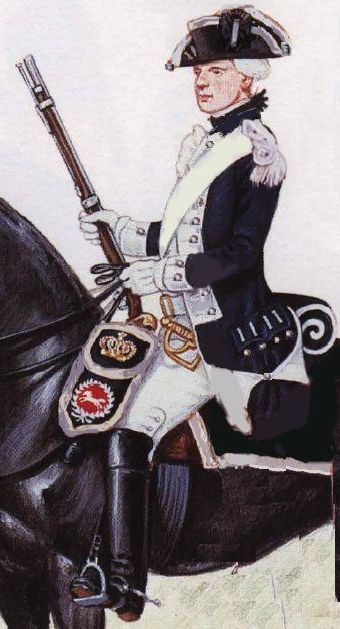
Uniform des Dragoner-Regiments von Ramdohr (5. Kavallerie-Rgt.) um 1790, angepasst n. Osprey

Das erste Dragonerregiment des Kurfürstentums Braunschweig-Lüneburg war ein Kavallerieverband des kurhannoverschen Militärs bis 1803.

## Hintergrund
Das kurhannoversche schwere Dragonerregiment (D I von 1671/1), ab 1781 Dragonerregiment „von Ramdohr“, ab 1783 auch 5. Kavallerieregiment genannt, war das erste und älteste Dragonerregiment auf der Stammliste der Kavallerie in der Armee des Kurfürsten von Braunschweig-Lüneburg. Dieser war nach dem Act of Settlement von 1701 in Personalunion König von Großbritannien (Gründung des Haus Hannover). In den Kabinettskriegen des 18. Jahrhunderts und den Koalitionskriegen gegen das revolutionäre und später napoleonische Frankreich stand Kurhannover daher stets Seite an Seite mit der britischen Armee, was sich auch tiefgreifend auf den Stil der Uniformierung auswirkte. Die hannoversche Linienkavallerie bestand hauptsächlich aus einigen schweren Reiter-Regimentern (Reuter bzw. Kürassiere) und Dragoner-Regimentern. Daneben gab es ein Regiment Grenadiere zu Pferd sowie ein Regiment Leibgarde und ab 1764 auch zwei leichte Dragoner-Regimenter. Die Reiterei der Freikorps und Husaren zählten zu den irregulären, leichten Truppen.

## Geschichte
Das Regiment wurde 1671 als „Dragoner-Regiment von Franke“ im Fürstentum Celle errichtet (Bezeichnung nach Tessin: Dragonerregiment D I von 1671/1 von Kurköln). Es nahm an Schlachten der Kabinettskriege des späten 17. Jahrhunderts, im Großen Nordischen Krieg, im Pfälzischen, Spanischen und Österreichischen Erbfolgekrieg und im Siebenjährigen Krieg teil. Ab 1765 war es in Verden stationiert und rekrutierte Mannschaften und Offiziere aus der Region. Um 1782 bis 1790 erhielt es von einem namentlich nicht bekannten Komponisten eine eigene Marschmelodie, den Marsch des Kurhannoverschen Dragoner-Regiments von Ramdohr, der um 1900 Eingang in die Preußische Armeemarschsammlung fand.
Ab 1783 trug es, nach der Zusammenlegung der zuvor acht Reiterregimenter zu vier Regimentern, zwecks jeweiliger Vergrößerung von zwei auf vier Schwadronen pro Regiment, die offizielle Bezeichnung Kavallerie-Rgt. Nr. 5 (Dragoner), war aber bei der Verdener Bevölkerung schlicht unter dem Namen Ramdohr-Dragoner bekannt. Im Laufe seines Bestehens wechselte es häufiger den Namen nach dem jeweiligen Inhaber, so dass ein länger dienender Soldat sein Regiment unter verschiedenen Bezeichnungen erlebte:
- Zeitgenössischer Lebenslauf des Johann Friedrich Müller (* 22. Juli 1734 † 22. Juli 1800 in Stotel)[2]
  - 1779: Dragoner u. d. Rgt. von Veltheim v.d. Comp. d. Hauptm. von Oldenburg
  - 1784: Dragoner u.d. Rgt. d. Hrn. General von Ramdohr u.d. Comp. d. Hrn. v. Reitzenstein
  - 1786: Dragoner b. 5. Rgt. Cavallerie v. Ramdohr Companie Hauptmann v. Reitzenstein
  - 1791: Corporal
  - 1800: pensionierter Corporal

Das Regiment kam 1793, unter britischem Sold, im hannoverschen Kontingent des deutschen Reichsheeres im Ersten Koalitionskrieg unter Feldmarschall Freytag gegen die Revolutionstruppen in der unglücklich verlaufenden Schlacht bei Hondschoote (8. September 1793) zum Einsatz und nahm an Rückzugsgefechten in der Grafschaft Bentheim teil. Nach der Konvention von Artlenburg vom 5. Juli 1803 wurde es, wie die gesamte Armee des Kurfürstentums Hannover, kampflos aufgelöst und später auch als Traditionsverband nicht mehr ersetzt.

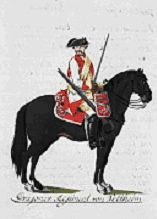
Regiment von Veltheim, um 1761

## Namensvarianten
- 1671–1691 Dragonerregiment D I von 1671/1 von Kurköln bzw. Dragonerregiment von Franke (Fsm. Celle), Lüneburgische Esquadron de Dragons Franck
- 1691–1708 Dragonerregiment Villiers, Viller’s Dragoons (Lüneburg-Celle), Villars Dragons
- 1708–1716 Dragonerregiment Hahn
- 1716–1745 Dragonerregiment von Wendt
- 1748–1752 Dragonerregiment von Behr
- 1752–1758 Dragonerregiment J. Cr. von Dachenhausen
- 1758–1759 Dragonerregiment von Dachenhausen
- 1759–1761 Dragonerregiment von Breidenbach
- 1761–1781 Dragonerregiment von Veltheim, ab 1765 in Verden (Aller) stationiert.
- 1781–1797 Dragonerregiment von Ramdohr, mit neu zugewiesener Nummer (Nr. 5):
  - 1781 Dragonerregiment „General von Ramdohr“
  - 1783 5. Cavallerie-Regiment Ramdohr-Dragoner
  - 1786 5. Regiment von Ramdohr, Dragoner
  - 1790 5. Kavallerie-Regiment Verden
  - 1791 5th Cavalry (Dragoon) Regiment
- 1797–1803 5. Cavallerie-Regiment (Verden), von Bremer

## Inhaber des Regiments
Die Regimentschefs hatten meist zuvor bereits ein langjähriges Kommando in anderen Kavallerieregimentern geführt.
- 1671–1691 von Franke, auch von Franck
- 1691–1708 (Generalmajor) von Villers, führt die im linken Zentrum unter Generalleutnant von Bülow stehende Viller’sche Kavallerie-Brigade in der Schlacht von Höchstädt.
- 1708–1716 Generalmajor Johann Dietrich von Hahn zu Wambel
- 1716–1748 Oberst Wendt, starb am 18. März 1748 als General.
- 1748–1752 Oberst Gustav Friedrich von Behr, starb am 29. November 1752.
- 1752–1758 Generalmajor Johann Heinrich von Dachenhausen, verstarb im April 1758.
- 1758–1759 Generalmajor Carl Gustav von Dachenhausen (April 1759 pensioniert), kommandierte zuvor als Oberst 1754–1758 das Reiterregiment 2A, Bruder des Johann Heinrich von Dachenhausen.
- 1759–1761 Generalmajor Ludwig Carl von Breidenbach zu Breidenstein (vor Marburg erschossen, 13. Februar 1761). Bei diesem handelt es sich wohl um jenen Colonel von Breitenbach, welcher in der Schlacht bei Minden das Regiment führte. Dieses bildete, in der Brigade von Major-General John Mostyn, einen Teil der Reiterei unter dem Oberbefehl des zögerlichen Lord Sackville, und traf erst auf dem Schlachtfeld ein, als der Kampf bereits vorüber war.
- 1761–1765 Generalmajor Adrian Friedrich von Veltheim,[3] kommandierte zuvor als Oberst 1759–1761 das Reiterregiment 4B und verstarb 1765.
- 1765–1781 Oberst Carl August von Veltheim, ab 1768 Generalmajor, 1777 Generalleutnant, starb 1781.
- 1781–1797 Generalmajor Georg Wilhelm von Ramdohr (vor 1780 Generalmajor, 1788 Generalleutnant). Zur militärischen Laufbahn: In der Schlacht bei Minden am 1. August 1759 übernahm Major von Ramdohr die Führung des Leibregiments zu Pferde nach einem verlustreichen Angriff auf eine französische Stellung. Hierzu lässt sich der folgende Bericht bei Schütz von Brandis finden:[4]

„… Südlich Malbergen hatten die Franzosen eine verschanzte Batterie von 8 Geschützen etabliert, vertheidigt von ihren Grenadieren, welche einige Male vergeblich von 4 hessischen Grenadierbataillonen angegriffen worden war, worauf unser Leib-Regiment zu Roß (weiß mit gelb und Silber; Rappen) gegen selbe vorging, aber mit großem Verlust abgewiesen wurde. Das Regiment zog sich danach rechts seitwärts zurück, sammelte sich wieder und griff darauf 2 feindliche Bataillone mit gutem Erfolge an, als 3 feindliche Schwadronen diesen zu Hülfe kamen und das Regiment umzingelten, welches sich durchschlagen mußte, wobei sein Chef und Oberst von Spörcken, dessen verwundetes Pferd gestürzt war, gefangen genommen wurde, und Oberstlieutenant Du Bois blieb; Major von Ramdohr führte dann das Regiment. Der Angriff des Regiments auf die Batterie hatte indessen bei deren Vertheidigern große Verwirrung erzeugt gehabt, welchen Umstand zwei der hessischen Bataillone, Grenadier und Hanau, wahrnahmen und in die Batterie eindrangen; dieses Bataillon Grenadier war ein als solches organisirtes, kein nur zusammengesetztes. Trotz des Kreuzfeuers der französischen Grenadiere und einer rückwärtigen Batterie, stürmten sie weiter und warfen auch diese Feinde, wonach unser Cavallerie-Regiment Hammerstein und Holstein Dragoner zur Verfolgung herbeieilten, von denen namentlich ersteres den rechten Flügel der Hauptarmee drängte. Ein Theil der Cavallerie des Corps Broglio kam den Weichenden zu Hülfe, ward aber von jenen beiden Regimentern in die Flucht geschlagen. Das französische Regiment Marine von 4 Bataillonen nahm nun das Gefecht mit ihnen auf, erlitt aber eine vollständige Niederlage und mußte das Gewehr strecken. Bei diesen letzten Kämpfen wurden 10 Geschütze und 2 Fahnen erbeutet und der französische Majorgeneral Graf Lützelburg von einem Reuter des Regiments Hammerstein gefangen genommen …“

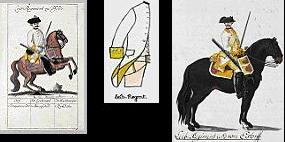
Leib-Regiment zu Roß.
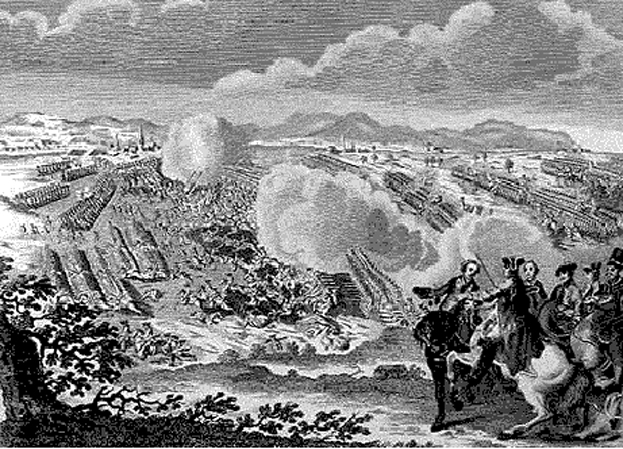
Die Schlacht bei Minden.
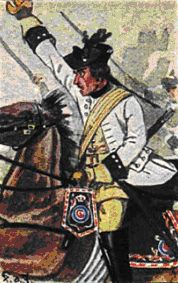
Reiter-Rgt. Hammerstein.

- 1797–1803 Georg Friedrich von Bremer (Generalmajor) – ein Verwandter von diesem, Friedrich Franz Dietrich Graf von Bremer unterzeichnete als Diplomat vor Generalleutnant Mortier am 3. Juni 1803 für Hannover die Konvention von Sulingen, mit der die kampflose Kapitulation der hannoverschen Armee besiegelt wurde. Mit der nachfolgenden Konvention von Artlenburg vom 5. Juli 1803 wurde die Armee, und bald auch das Kurfürstentum Hannover an sich, aufgelöst.

## Verbandszugehörigkeit

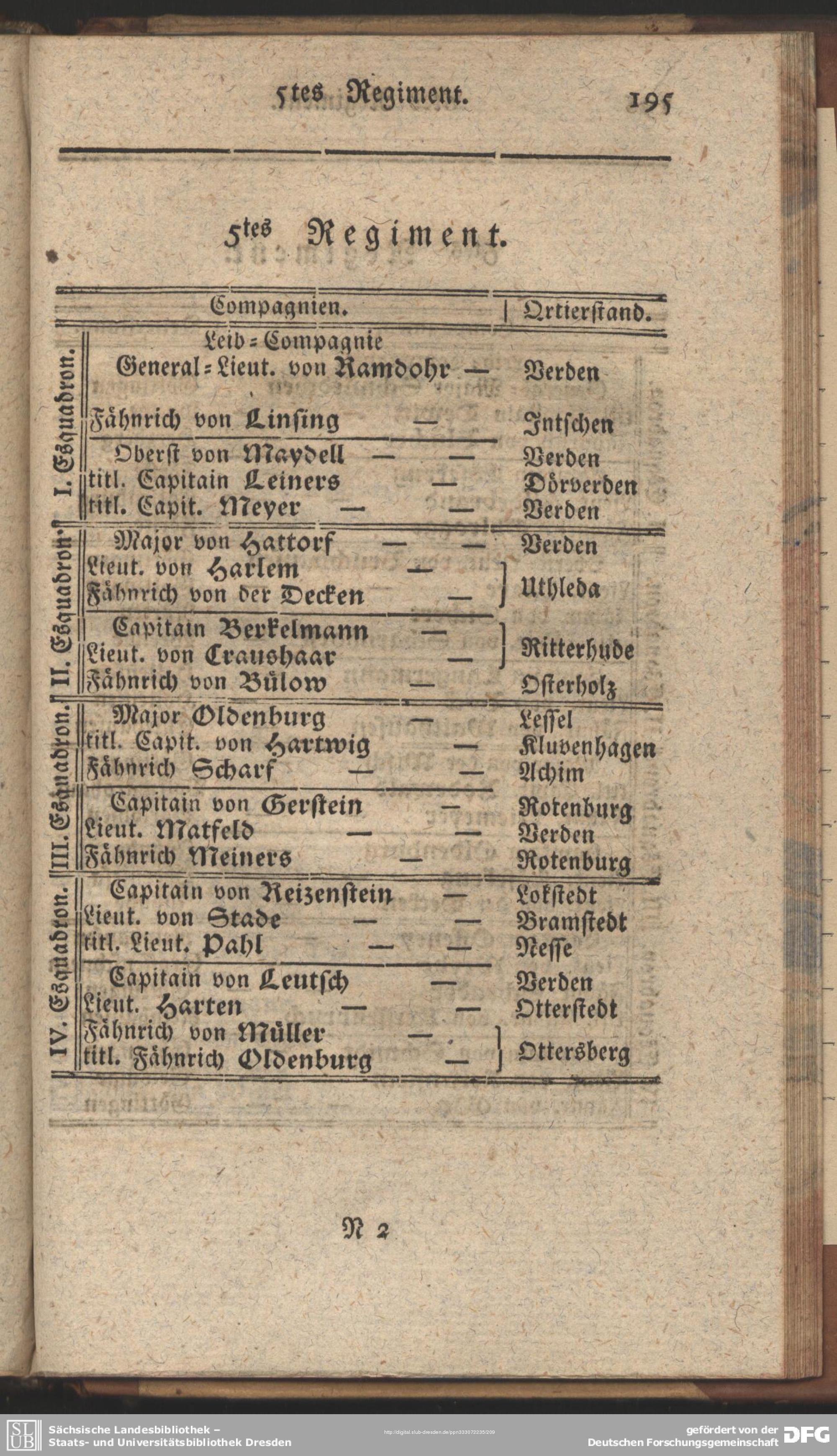
Stationierung 1791, nach C.G. Wurmb

- Sowohl 1704 in der Schlacht am Schellenberg, linker Flügel, Reserve,[5] als auch in der Schlacht von Höchstädt, im linken Kavallerie-Zentrum: eine der unter dem Befehl von Generalleutnant von Bülow stehenden zwei hannoverschen Kavallerie-Brigaden, nämlich der Viller’schen Brigade[6] aus drei hannoverschen Dragonerregimentern mit insgesamt 11 Schwadronen (865 Mann) – Oberkommandeur: Captain General John Churchill
- Nach dem Tode des Herzogs Georg Wilhelm von Celle wurde das Regiment 1705 in die hannoverische Armee eingegliedert.
- Pragmatische Armee: 1743 – Kommandeur: der britische König Georg II.
- Reichsarmee:[7] 1793 – Kommandeur: Feldmarschall Heinrich Wilhelm von Freytag[8]
- Garnison: Das Regiment war in den Jahren von 1765 bis 1803 in Verden/Aller stationiert.

## Teilnahme an Kampfhandlungen

### Holländischer Krieg
- Schlacht bei Enzheim (1674)
- Schlacht bei Saint-Denis (1678)

### Türkenkrieg von 1685
- Einmarsch nach Ungarn und Beteiligung am Entsatz von Wien[9]
- Schlacht bei Gran 1685, Teilnahme an der Belagerung von Nové Zámky/Neu-Häusel

### Pfälzischer Erbfolgekrieg von 1688–1697
- Ein Teil des Regiments wurde 1688 zur Unterstützung des Prinz Wilhelm von Oranien in die Niederlande geschickt, aber nach Hannover zurückgerufen, um Holstein-Gottorf vor den Dänen zu schützen. 1690 marschierte das Regiment nach Brabant.
- Belagerung von Blankenheim 1690 als Lüneburgische Esquadron Dragons Franck und Schulenburg[10]
- Schlacht von Fleurus, 1690
- Schlacht bei Leuze, 1691
- Schlacht von Steenkerke, 1692[11]
- Schlacht bei Neerwinden, 1693
- Belagerungen von Huy und Namur, 1695

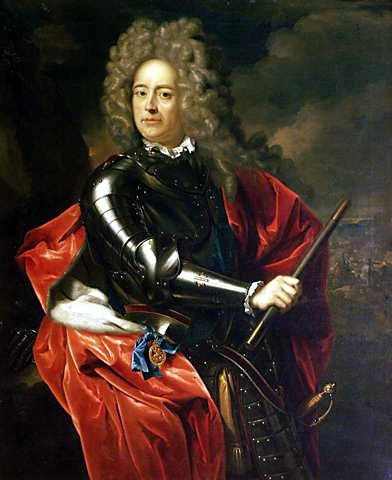
Der Erste Herzog von Marlborough

### Spanischer Erbfolgekrieg
- Nach Neuaufstellung 1701 mit sechs Kompanien, war das Regiment 1702 an der Invasion des Fürstentums Braunschweig-Wolfenbüttel beteiligt.
- Gefecht bei Gimmig, 1703
- Schlacht am Schellenberg 1704 gegen die Befestigungen und bei der Verfolgung der bayerischen Armee
- Schlacht von Höchstädt (engl. Battle of Blenheim) 1704. Hier war das Regiment als Viller’s Dragoons mit vier Schwadronen (320 Mann) Teil des britischen Aufgebots des alliierten Heers unter dem Befehl des Duke of Marlborough. Es erbeutete die Pauken der französischen Gens d'armes sowie 7 Fahnen und 5 Standarten.[12]

### Großer Nordischer Krieg
- Einsatz als Teil eines holländisch-hannoveranischen Hilfskorps für Gyllenstierna im Sommer 1700 beim Entsatz von Tönning gegen die Dänen in Holstein.
- Am 6. März 1719 Gefecht bei Walsmühlen unter Generalleutnant von Bülow gegen Truppen des Herzogtums Mecklenburg-Schwerin unter Generalmajor von Schwerin. Das Regiment war als Dragonerregiment Wendt beteiligt.[13]

### Österreichischer Erbfolgekrieg
- Im Österreichischen Erbfolgekrieg war das Regiment Wendt Teil[14] der Pragmatischen Armee. Am 27. Juni 1743 kämpfte es in der Schlacht von Dettingen. 1745 unterlag die Pragmatische Armee den Franzosen in der Schlacht von Schlacht bei Fontenoy, wobei das Regiment den Rückzug der Armee deckte.

### Siebenjähriger Krieg
Im Siebenjährigen Krieg war das Regiment beteiligt an den Schlachten bei Hastenbeck (1757), Krefeld (1758), Bergen (1759), Minden (1759), Warburg (1760) und Wilhelmsthal (1762).
- Bei der Niederlage von Hastenbeck stand das Regiment bei der Kavallerie des rechten Flügels, neben den Reiterregimentern Hammerstein (zwei Schwadronen), Grenadiere zu Pferd (eine Schwadron) und Prinz Wilhelm (Hessisch, zwei Schwadronen). Die Kavallerie insgesamt hatte keine wirkliche Kampferfahrung. Ungeachtet der vorzüglichen Ausrüstung war sie taktisch im altdeutschen Stil gedrillt, was Stetigkeit aber auch eine gewisse Schwerfälligkeit bedingte. Bei den seinerzeit üblichen Angriffen im Trab und Anhalten zum Feuern erhielt die Kavallerie verheerende Salven des Feindes. Neben dem genannten Einsatz am rechten Flügel war das Regiment mit zwei Schwadronen an der Eröffnung der Schlacht nahe Hameln beteiligt.
- Bei Krefeld im Juni 1758 stand das Regiment im linken Flügel zusammen mit den Kavallerieregimentern Hammerstein, Grothaus, dem preussischen Husarenregiment von Ruesch und den hannoverschen Husaren des Nicolaus von Luckner als Teil der Brigade unter Generalleutnant Spörcken.
- In der Schlacht bei Bergen, April 1759, bildete das Regiment einen Teil der linken Brigade unter dem hessischen General von Isenburg. Die zwei Schwadronen, gemeinsam mit zwei Schwadronen des Reiterregiments Hammerstein und des hessischen Reiterregiments Prinz Wilhelm, deckten die Flanke der Vorstöße hannoverscher Infanterie nach Bergen. Außer an Scharmützeln war das Regiment an keiner größeren Kampfhandlung beteiligt.
- In der Schlacht bei Minden standen vier Schwadronen des Regiments, neben den Grenadieren zu Pferd und dem Leibgarde-Regiment, unter dem Befehl von Oberst Carl von Breidenbach und blieben am Sieg über die französische Armee weitgehend unbeteiligt.
- In der Schlacht bei Wilhelmsthal, Juni 1762, kämpfte das Regiment als Teil des Kavalleriekorps zusammen mit den Regimentern Leibgarde, Alt-Bremer und Hodenberg.[16]

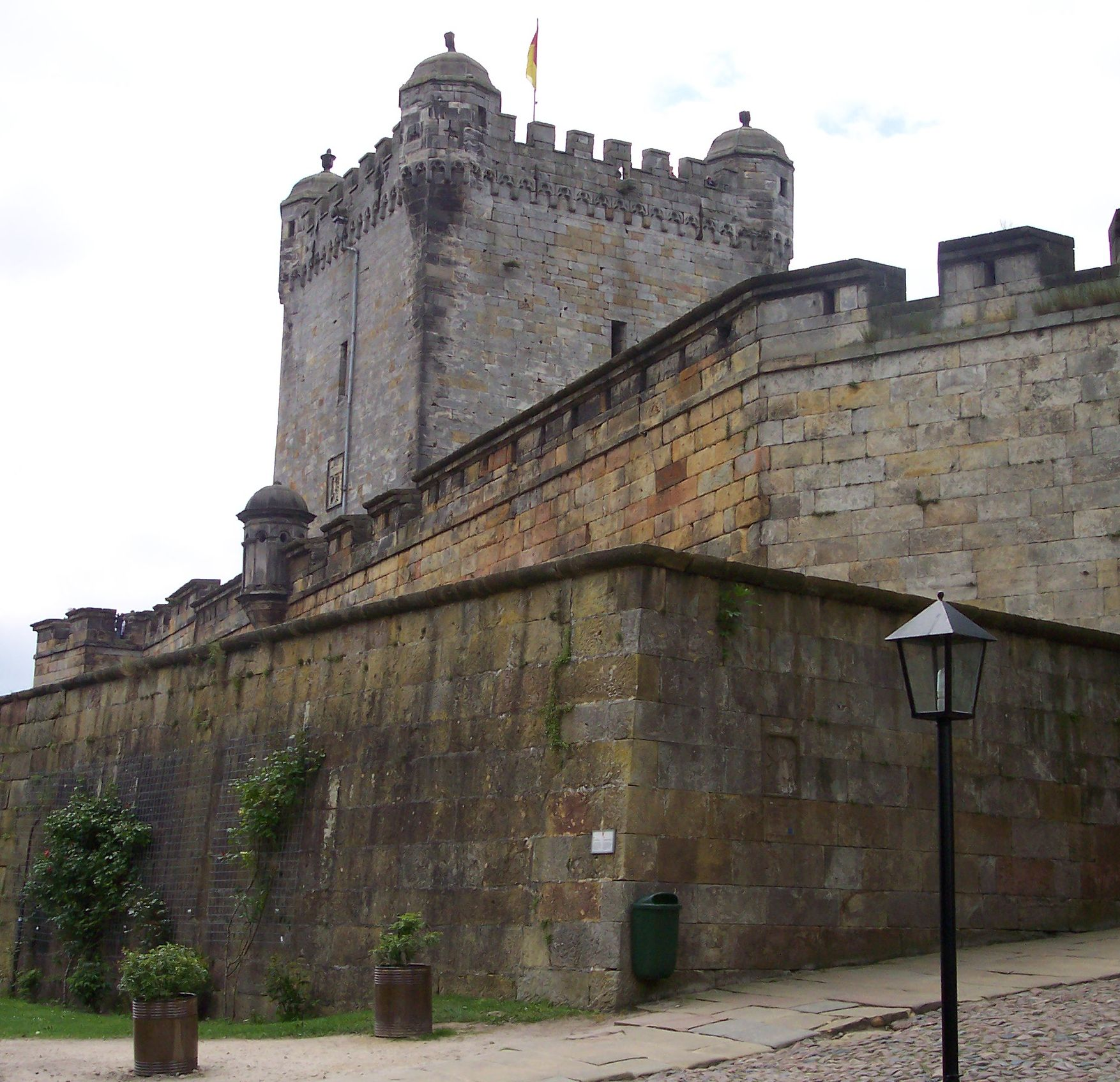
Festungsanlagen der Burg Bentheim

### Koalitionskriege
Feldzug 1793 bis 1795, Erster Koalitionskrieg. Einsatz von 2 Schwadronen, kombiniert mit 2 Schwadronen des 7. Dragonerregiments, in der 2. Kavalleriebrigade unter Generalmajor von Oeynhausen im hannoverschen Kontingent (unter Feldmarschall Freytag) der deutschen Reichsarmee gegen die von der Weser her nach Deutschland vordringende französische Revolutionsarmee
- Teil des Belagerungskorps vor Valenciennes von 24. Mai bis 28. Juli 1793.
- Teil des Belagerungskorps bei Dünkirchen von 15. bis 18. August 1793.
- Niederlage gegen die französische Armee in der Schlacht bei Hondschoote (bei Herzeele, 6. September 1793).
- Teilnahme an der Schlacht bei Tournai (bei Pont à Chin und Pecq nahe Tournai) am 22. Mai 1794[18]
- Im August 1794 waren 2 Schwadronen Teil der Brigade Busche (zusammen mit je 2 Schwadronen des 2. und 7. Kavallerieregiments), die mit der Brigade Prinz Ernst (Leibgarde, Leibregiment Reuter, 4. Kavallerieregiment) die Kavalleriedivision des Generalleutnants von dem Busche bildete. Im Oktober 1794 stand das Regiment bei Nimwegen[19]. Bei verlustreichen Versuchen die bereits in das Herzogtum Kleve eingedrungenen Franzosen vor Nimwegen an der Waal abzuwehren, gelang es hannoverischen Dragonern am 19. Oktober ein feindliches Husarenkorps zu vernichten[20]. Trotzdem war der französische Vormarsch nicht zu bremsen, und das Hauptquartier der alliierten Armee unter dem Duke of York musste nach Arnheim zurückweichen.
- Im Dezember 1794 war das Regiment in Hengelo und Borne stationiert.
- Ab 7. März 1795 bei der Kavalleriebrigade des Generalmajors von Wurmb, zusammen mit dem Leibgarde-Regiment und dem 2. Kavallerieregiment (je 2 Schwadronen)
- Nach Rückzugsgefechten vom 13. März 1795[21] bei Bentheim kamen Reste des Regiments als Teil der hannoverischen Truppen unter Generalleutnant Hammerstein im Jahr 1795 zur Sicherung der Demarkationslinie an der Ems nach Ostfriesland, mit Hauptquartier in Leer und sodann in Aurich.[22]
- Im Oktober 1796 stand das Regiment zusammen mit dem 7. Regiment (von Oeynhausen) in der Vorhut des Observationskorps unter Generalmajor von Wangenheim bei Wildeshausen. Als die Gefahr einer französischen Invasion Hannovers, Hamburgs und Bremens drohte, wurde das Regiment nach Hameln verlegt. Anfang 1798 marschierte es nach Bissendorf zur Sicherung der Flüsse Aller und Leine[23].
- Juni–Juli 1803 Vorgehen Frankreichs gegen Kurhannover, nach kleineren Scharmützeln Rückzug der hannoverischen Truppen nach Osten. Am 4. Juni stand das Regiment bei Soltau. Am 11. Juni Übergang des Regiments auf das östliche Elbufer bei Artlenburg. Am 5. Juli kampflose Kapitulation der 16.000 Mann starken Armee Kurhannovers unter dem Oberbefehlshaber Wallmoden gegenüber General Mortier durch die Konvention von Artlenburg.

## Uniform

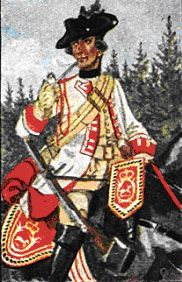
Dragonerregiment Breidenbach, Uniform um 1760 (nach Knötel)

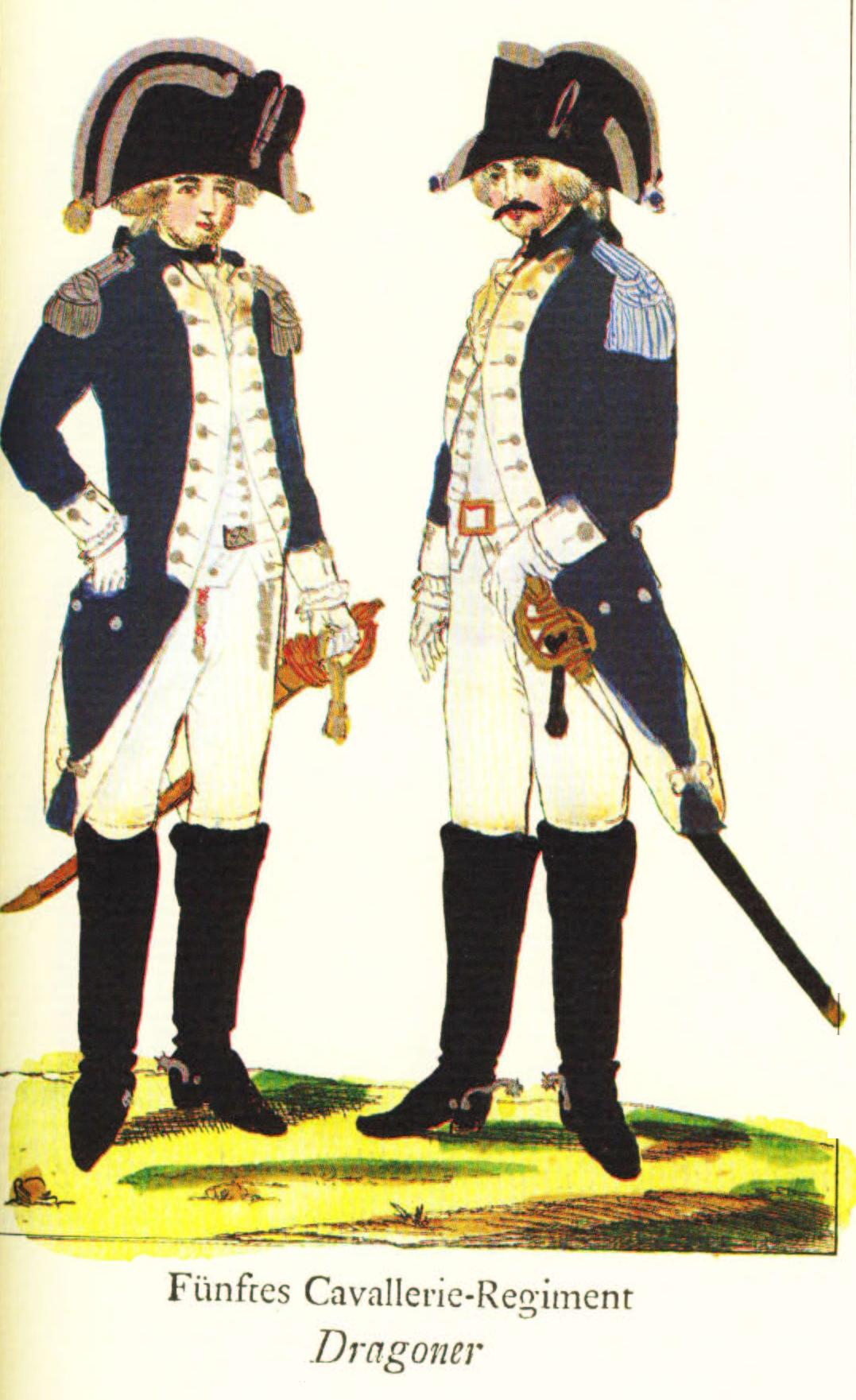
Offizier und Gemeiner, 5. Dragoner-Rgt. um 1791 (nach Ronnenberg)

Um 1680 trug das Regiment einen einfachen weißen Rock mit roten Ärmelaufschlägen und Pelzmütze mit Beutel (Kolpak) und/oder einen weißen oder schwarzen runden Hut. Um 1700 Einführung des Dreispitz und der Unterweste in roter Abzeichenfarbe, Rock ohne Rabatten. Um 1745 kamen rote Rabatten hinzu, die Unterweste war nun weiß. Die Schöße der Unterweste konnten eingeschlagen werden und zeigten dann eine rote Borte. Zur Zeit des Siebenjährigen Krieges hatte der Rock aller hannoverschen Dragoner Rabatten in der jeweiligen Abzeichenfarbe des Regiments (im Gegensatz zur Uniform der übrigen Reiter-Regimenter, die keinerlei Aufschläge auf der Brust besaßen). Abzeichenfarbe des Dragoner-Regiments D I war stets Rot, mit weißer Paspel an den Rabatten, Ärmelaufschlägen und Knopflöchern. Die Knöpfe waren silbern. Die Schoßaufschläge und Schulterklappen waren Rot ohne Paspelierung. An der rechten Schulterklappe war eine rote Achselschnur befestigt. Der Dreispitz der Mannschaften wies keine Borte auf, dafür aber eine schwarze Kokarde. Eventuell waren weiße Quasten in den seitlichen Ecken des Dreispitz vorhanden. Satteltaschen und Ecken der Satteldecke wiesen das kurhannoversche, weiße Pferde-Emblem auf rotem Grund auf. Den Mannschaften war das Tragen eines Oberlippenbartes erlaubt. Die Musiker (Trommler) trugen einen in der roten Abzeichenfarbe gehaltenen, verzierten Rock mit weißen Ärmelaufschlägen und ritten stets graue Pferde.
1766 wurde die weiße Uniform mit den roten Abzeichen durch eine dunkelblaue Uniform ersetzt. Die Abzeichenfarbe änderte sich zu weißen Aufschlägen, oben runden und unten geraden weißen Rabatten und weißen Schoßaufschlägen. (Farben 1791 laut SCHIRMER, p. 183) Das Lederzeug war sämtlich weiß, an weißem Bandelier über der linken Schulter hing die Patronenkartusche mit weißer Deckklappe. Der Säbel wurde am Gürtel befestigt. Im Gegensatz zur Uniform der schweren Reiter besaßen Dragoner ab 1768 generell Fransenepauletten aus weiß/hellblauer Wolle, und die Rabatten wiesen oben einen zusätzlichen Knopf auf. Der Rock der 5. Dragoner hatte silberne Knöpfe mit Regimentsnummer. Der allmählich zur Zweispitzform wechselnde Hut war mit silbernem Besatz verziert, ebenso wie Satteldecke und Pistolenhalfter. Alle Dragonerregimenter hatten um 1783 einen stehenden Kragen in blauer Rockfarbe mit Kragenspiegel in Abzeichenfarbe, um 1791 jedoch gar keinen Kragen (Reiter-Rgt. hatten hingegen stets einen größeren Kragen mit 1 Knopf). Zur Parade wurde an der schwarzen Hut-Kokarde ein gelb-weißer Federstutz (Landesfarben von Kurhannover) eingesteckt. Den Mannschaften war das Tragen eines Schnurrbarts erlaubt.

## Aufnahme in die preußische Armeemarschsammlung
Das 1803 ersatzlos untergegangene Regiment taucht auch heute noch namentlich auf etlichen Marschmusik-Tonträgern auf. Etwa um 1782 bis 1790 erstellte ein nicht bekannter Komponist den 2 Minuten 16 Sekunden langen Marsch des Kurhannoverschen Dragoner-Regiments von Ramdohr. Dieser fand nach der Annexion Hannovers durch Preußen nach 1866 mit anderen hannoveranischen Militärmärschen unter zwei Kategorien Eingang in die Preußische Armeemarschsammlung von 1900:
I. Sammlung: Langsame Märsche für die Infanterie (Präsentiermärsche für Fußtruppen)
- I, 85 Marsch des Kurhannoverschen Dragoner Regiments von Ramdohr aus der Zeit um 1790, arrang. von Gustav Roßberg

III. Sammlung Kavalleriemarsche (Präsentier- und Parademärsche für die berittenen Truppen)
- III, 102 Marsch des Kurhannoverschen Dragoner Regiments von Ramdohr, das Rgt. stand in Verden (Aller)

Tonträger:
- Marschmusik am brandenburgisch-preußischen Hofe in historischen Originalbesetzungen 1685–1823, Bläser des Heeresmusikkorps 6, Hamburg. Leitung: Oberst Johannes Schade. Telefunken, 1967.
- Deutsche Armeemärsche und Der grosse Zapfenstreich – Marschmusikraritäten auf fünf CDs. Heeresmusikkorps 5, Koblenz / Oberstleutnant Heinz Schlüter, Gast: Oberst Johannes Schade, Bauer Studios Ludwigsburg.[24]
- Deutsche Heeresmärsche (CD 1 bis 5), Heeresmusikkorps 5, Koblenz, EAN-Code 4012116727838, Bauer Studios, Ludwigsburg 2001.

## Tradition
Im Domgymnasium der Garnisonsstadt Verden findet sich noch ein Erinnerungsstück an das Regiment: Die Garnisonsstadt ist dargestellt durch den Siegelabdruck der „Von Ramdohr-Dragoner“ mit der Umschrift: „Chur(fürstlich) Br(aunschweigisch) Lün(burg) 5te Cav(allerie) Reg(iment) v(on) Ramdohr Drag(oner)“ – dazu zentriert: „Sachsenross“ und Krone. Das Regiment war in den Jahren von 1765 bis 1803 in Verden und Umland stationiert.